# Parafia św. Franciszka z Asyżu w Warszawie
Parafia św. Franciszka z Asyżu – parafia rzymskokatolicka należąca do dekanatu tarchomińskiego diecezji warszawsko-praskiej, metropolii warszawskiej Kościoła katolickiego, na osiedlu Tarchomin w Warszawie.

## Historia
Parafia została erygowana w 1994 roku. 
Kościół parafialny został wybudowany na początku XXI wieku.